# 永河
永河（法語：Yon，法語發音：[jɔ̃]）是法國的河流，位於該國西部，屬於萊河的右支流，河道全長55.6公里，平均流量每秒8立方米，發源自圣马丹德努瓦耶，河口處在罗奈和勒尚圣佩尔之間。

## 外部連結
- http://www.geoportail.fr （页面存档备份，存于）
- The Yon at the Sandre database